# Боканегра, Хорхе
Хо́рхе Гутье́ррес Бокане́гра (исп. Jorge Gutierrez Bocanegra; род. 12 июля 1961) — испанский самбист, серебряный (1989, 1990) и бронзовый (1984, 1986, 1991) призёр чемпионатов Европы, бронзовый призёр чемпионата мира 1990 года, участник чемпионата мира 1989 года (бронзовый призёр чемпионата), бронзовый призёр розыгрыша Кубка мира, серебряный призёр Всемирных игр 1985 года. Выступал в первой полусредней (до 68 кг) и второй полусредней (до 74 кг) весовых категориях. Проживает в городе Бильбао. Работал пожарником.